# Belize (okrug)
Belize je jedan od šest okruga u Belizeu. 

## Zemljopis
Okrug se nalazi na zapadu zemlje na obali Karipskog mora, prostire se na 4.204 km², te je treći po veličini belizejski okrug. Središte okruga u gradu Belize Cityu. Susjedni belizejski okruzi su Orange Walk i Cayo na zapadu, Stann Creek na jugu te Corozal na sjeveru. Okrugu pripadaju i mnogobrojni otoci među kojima i najveći belizejski otok Ambergris Caye, te nešto manji Caye Caulker i St. George's Caye. Najduža rijeka u zemlji Belize (rijeka) teče kroz okrug kao i nešto manje rijeke Northern River, Sibun i Manatee.

## Demografija
Prema podacima iz 2009. godine u okrugu živi 100.100 stanovnika, dok je prosječna gustoća naseljenosti 24 stanovnika na km². Prema podacima iz 2005. godine u okrugu je živjelo 87.000 stanovnika, od čega 69.200 u dva urbana područja. Ta dva područja su Belize City u kojem je živjelo 60.800 stanovnika,  dok je San Pedro Town imao oko 8.900 stanovnika 2005. godine. Sva ostala sela i naselja distrikta imala su oko 17.800 stanovnika.

## Vanjske poveznice
- Službena stranica